# Trofeul Simona Arghir Sandu
Trofeul Simona Arghir Sandu este o distincție care se decernează anual de către Federația Română de Handbal celei mai bune marcatoare din Liga Națională de Handbal Feminin a României. Trofeul este acordat jucătoarei care a înscris cele mai multe goluri într-un sezon competițional, luându-se în calcul suma golurilor înscrise în tur și în retur. Ultima laureată a Trofeului Simona Arghir Sandu este handbalista Alina Vătu, care a înscris 179 de goluri în sezonul competițional 2018-19 pentru echipa HC Dunărea Brăila.
Federația Română de Handbal a înființat Trofeul Simona Arghir Sandu pentru a o onora pe marea handbalistă Simona Arghir Sandu, la scurt timp după decesul acesteia în urma unui cancer generalizat, pe 2 septembrie 1995.

## Câștigătoare ale trofeului
| An      | Câștigătoare        | Club                | Goluri înscrise |
| ------- | ------------------- | ------------------- | --------------- |
| 1999-00 | Carmen Amariei      | Oltchim Vâlcea      | 178             |
| 2000-01 | Camelia Tătar-Bucur | Fibrex Săvinești    |                 |
| 2001-02 | Măriuța Lipan       | CSM Sebeș           | 219             |
| 2002-03 | Camelia Tătar-Bucur | Fibrex Săvinești    |                 |
| 2003-04 | Alina Braniște      | Rulmentul Brașov    |                 |
| 2004-05 | Ramona Maier        | Silcotub Zalău      | 242             |
| 2005-06 | Daniela Crap        | Silcotub Zalău      | 229             |
| 2006-07 | Ionela Stanca       | Oltchim Vâlcea      | 271             |
| 2007-08 | Ada Moldovan        | HCM Roman           | 231             |
| 2008-09 | Ada Moldovan        | Dunărea Brăila      | 235             |
| 2009-10 | Ada Moldovan        | Dunărea Brăila      | 244             |
| 2010-11 | Carmen Cartaș       | Cetate Deva         | 230             |
| 2011-12 | Diana Druțu         | Oțelul Galați       | 182             |
| 2012-13 | Irina Glibko        | Danubius Galați     | 177             |
| 2013-14 | Carmen Cartaș       | Cetate Deva         | 205             |
| 2014-15 | Andreea Enescu      | Neptun Constanța    |                 |
| 2015-16 | Roxana Han          | CS Măgura Cisnădie  | 211             |
| 2016-17 | Cristina Zamfir     | SCM Craiova         | 186             |
| 2017-18 | Irina Glibko        | HCM Râmnicu Vâlcea  | 175             |
| 2018-19 | Alina Vătu          | HC Dunărea Brăila   | 180             |
| 2019-20 | Nu s-a acordat      | Nu s-a acordat      | Nu s-a acordat  |
| 2020-21 | Jovana Kovačević    | CS Minaur Baia Mare | 181             |
| 2021-22 | Cristina Neagu      | CSM București       | 191             |